# Selenops enriquillo
Espèce
Selenops enriquillo est une espèce d'araignées aranéomorphes de la famille des Selenopidae.

## Distribution
Cette espèce est endémique d'Hispaniola ,. Un exemplaire importé a été observé en Jamaïque.

## Description
La femelle holotype mesure 8,50 mm et le mâle paratype 8,10 mm.

## Étymologie
Cette espèce est nommée en l'honneur d'Enriquillo.

## Publication originale
- Crews, 2011 : A revision of the spider genus Selenops Latreille, 1819 (Arachnida, Araneae, Selenopidae) in North America, Central America and the Caribbean. ZooKeys, no 105, p. 1-182 (texte intégral).